# Nemoria unipunctata
Nemoria unipunctata là một loài bướm đêm trong họ Geometridae.